# Olovsrud
Olovsrud är en bebyggelse vid västra stranden av Vålösundet/Varnumsviken i Kristinehamns kommun. Vid avgränsningen 2020 klassades Olovsrud som en småort.